# Ейч Би О Макс
Ейч Би О Макс (на английски: HBO Max), по-рано известна като Макс (на английски: Max), е американска абонаментна услуга за видео стрийминг, която е собствено звено на Уорнър Брос Дискавъри Глобал Стрийминг енд Геймс, което е собственост на Уорнър Брос Дискавъри. Платформата предлага съдържание на библиотеките на Уорнър Брос, Дискавъри, Хоум Бокс Офис, Си Ен Ен, Картун Нетуърк, Adult Swim, Енимъл Планет, Ти Би Ес, Ти Ен Ти, Евроспорт и свързаните с тях марки. Макс стартира за първи път като Ейч Би О Макс на в Съединените щати на 27 май 2020 г.
Услугата също така предлага първоначално излъчване на оригинални програми под банера „Макс Ориджиналс“, програми от платената телевизионна услуга на Ейч Би О и съдържание, придобито чрез библиотечни сделки на трети страни (като тези с филмови студия за права за платена телевизия) или съвместно производствени споразумения (включително, наред с други, тези с Би Би Си Студиос и Сезам Уоркшоп).
Когато услугата е пусната за първи път като Ейч Би О Макс, тя наследява Ейч Би О Нау и Ейч Би О Гоу. Ейч Би О Макс също така измества компонента за стрийминг на услугата Ди Си Юнивърс на Ди Си Ентъртейнмънт, като оригиналните сериали са прехвърлени към „Макс Ориджиналс“. Услугата Ейч Би О Макс започва да се разширява на международните пазари през 2021 г.
Според Ей Ти енд Ти Ейч Би О и Ейч Би О Макс имат общо 69,4 милиона абонати в световен мащаб към 30 юни 2021 г., включително 43,5 милиона абонати на Ейч Би О Макс в САЩ, 3,5 милиона абонати само на Ейч Би О в САЩ (основно търговски клиенти като хотели) и 20,5 милиона абонати на Ейч Би О Макс или Ейч Би О самостоятелно в други страни. До края на 2021 г. Ейч Би О и Ейч Би О Макс имат общо 73,8 милиона абонати в световен мащаб. В края на първото тримесечие на 2022 г. Ейч Би О и Ейч Би О Макс имат 76,8 милиона абонати.
След сливането през април 2022 г. на Уорнърмедия с Дискавъри се създава Уорнър Брос Дискавъри (УБД), Макс е една от двете водещи услуги за стрийминг на комбинираната компания, другата е Дискавъри+ (която се фокусира основно върху фактическо и реално програмиране от марките Дискавъри). Първоначално УБД обявява планове за сливане на Ейч Би О Макс и Дискавъри+ през 2023 г., но в крайна сметка компанията избира да запази Дискавъри+. Като част от решението УБД премества някои предавания на Дискавъри+ към Макс, като същевременно ги оставя и в Дискавъри+. УБД продължава да заменя Ейч Би О Макс с наскоро ребрандирана услуга, съкращавайки името на услугата на „Макс“, която стартира в Съединените щати на 23 май 2023 г., в Латинска Америка на 27 февруари 2024 г. и в Европа на 21 май 2024 г. (включително в България), с представяне на преработен потребителски интерфейс и добавяне на повече съдържание на Дискавъри. Ребрандирането е приложено и в Холандия, Полша, Франция, Монако и няколко други региона през 2024 г. В Германия, Италия и Обединеното кралство ребрандирането ще бъде приложено през 2025 г., а в Белгия и Холандия името Ейч Би О Макс е запазено с новото лого на Макс. На 14 май 2025 г. е обявено, че платформата ще върне предишното си име Ейч Би О Макс в средата на същата година.

## История

### Като HBO Max
На 10 октомври 2018 г. Уорнърмедия обявява, че ще пусне стрийминг услуга в края на 2019 г., включваща съдържание от нейните развлекателни марки. Първоначалният план за услугата предвижда три етапа на стартиране в края на 2019 г. Рандал Л. Стивънсън, председател и главен изпълнителен директор на компанията майка на Уорнърмедия, Ей Ти енд Ти, посочва като ориентир средата на май 2019 г., като абонатите на Ейч Би О ще имат достъп до стрийминг услугата.
Отърмедия е прехвърлена през май 2019 г. на Уорнърмедия Ентъртейнмънт от Уорнър Брос, за да поеме услугата за стрийминг, тъй като Брад Бентли, изпълнителен вицепрезидент и генерален мениджър на разработката директно към потребителите, напуска поста след шест месеца. Анди Форсел се прехвърля от главен оперативен директор на Отър, за да замени Бентли като изпълнителен вицепрезидент и генерален мениджър, като същевременно докладва на главния изпълнителен директор на Отър Тони Гонкалвес, който ще ръководи развитието.
На 9 юли 2019 г. Уорнърмедия обявява, че услугата ще бъде известна като Ейч Би О Макс и че ще стартира през пролетта на 2020 г. (псевдонимът „Макс“ се споделя със сестринската линейна платена телевизионна услуга на Ейч Би О Синемакс, която от средата на 80-те години на миналия век се идентифицира със своя суфикс и го използва на видно място в своята марка от 2008 до 2011 г.). На 29 октомври, 2019 г. е обявено, че Ейч Би О Макс ще стартира официално през май 2020 г.
Уорнър Брос и Ейч Би О Макс обявяват филмовия лейбъл Уорнър Макс на 5 февруари 2020 г., който ще произвежда осем до десет среднобюджетни филма годишно за стрийминг услугата, започвайки от 2020 г. На 20 април 2020 г. Уорнърмедия обявява датата на стартиране на Еъч Би О Макс – 27 май. По-късно същата година, на 23 октомври, е обявено, че Уорнърмедия решава да консолидира лейбъла Уорнър Макс в Уорнър Брос Пикчърс Груп пред неговия председател Тоби Емерих и продуцентския екип, ръководен от Кортни Валенти от Уорнър Брос Пикчърс, Ричард Бренър от Ню Лайн и Уолтър Хамада, който ръководи базираните на Ди Си филми), е назначен да управлява цялата филмова продукция на компанията, както кино, така и стрийминг издания.

### Ера на Уорнър Брос Дискавъри
През юли 2022 г., като част от намаляване на разходите и стратегически ход след сливането на Дискавъри с Уорнърмедия за образуване на Уорнър Брос Дискавъри (УБД), е съобщено, че Ейч Би О Макс е прекратил разработването на нови оригинални сериали в Централна Европа, Северна Европа, Холандия и Турция, както и че са премахнати избрани международни сериали от платформата по целия свят. Съобщено е, че Франция и Испания са били до голяма степен изключени от тези съкращения, поради френските разпоредби, изискващи стрийминг услуги за производство на местно съдържание и съдържание на испански език, привлекателно за широк кръг от пазари, обслужвани от Ейч Би О Макс. С отмяната на Гордита Хроникълс по-късно същия месец е съобщено, че услугата също изоставя разработването на детски и семейни програми.
На 3 август 2022 г. е съобщено, че множество оригинални филми на Макс и сериали на Ейч Би О са тихомълком премахнати от услугата без предизвестие като част от съкращенията на филми директно към стрийминг. След това услугата премахва филми и сериали, които са се представили по-слабо. По време на разговор за печалбите главният изпълнителен директор на УБД Дейвид Заслав заявява, че компанията ще намали програмите за деца и ще наблегне на театралните филми пред изданията директно към стрийминг.

### Като Max
На 14 март 2022 г., след като акционерите на Дискавъри одобряват сливането му с Уорнърмедия, финансовият директор на Дискавъри Гунар Виденфелс заявява, че компанията планира да продължи евентуално сливане на Ейч Би О Макс със собствената си услуга за стрийминг Дискавъри+. Виденфелс заявява, че този процес най-вероятно ще започне с пакет от двете услуги като краткосрочна опция, с дългосрочна цел като целта е обединяването на услугите в една платформа.
По време на разговор за печалбите през август 2022 г. ръководителят на УБД за Глобал Стийминг енд Интерактив Дже Би Перет разкрива, че Дискавъри+ и Ейч Би О Макс ще се слеят „следващото лято“, като обединената услуга ще бъде стартирана първо в Съединените щати и ще бъде пусната на други пазари в началото или края на 2023 г. При обявяването на обединената услуга Заслав не посочва веднага дали ще продължи да носи марката Ейч Би О. Той заявява, че Ейч Би О е една от „великите перли в короната на компанията“ и „винаги ще бъде светлината и най-добрата марка, която означава най-доброто качество на телевизията“. В началото на декември 2022 г. Си Ен Би Си съобщава чрез вътрешни източници, че се разглеждат множество имена включително „Макс“.
През февруари 2023 г. Заслав разкрива по време на разговор за печалбите, че Уорнър Брос Дискавъри официално ще обяви услугата на 12 април. Той също така добавя, че УБД ще продължи да работи с Дискавъри+ във връзка с услугата, вместо да я закрива, заявявайки, че е печеливша, и че абонатите му са „много доволни от предлагането на продукта“. Един ден преди насроченото съобщение, Ню Йорк Таймс потвърждава, че услугата ще се нарича „Макс“ и че ще запази съществуващите цени на Ейч Би О Макс и ще бъде достъпна на множество ценови нива за шест месеца. УБД придобива името на домейна max.com по-рано същата година от Макс Интернешънъл, компания за хранителни добавки.
Уорнър Брос Дискавъри официално представя Макс на 12 април. Новата услуга стартира за първи път в Съединените щати на 23 май и в други региони през 2023 и 2024 г. Докато новата услуга поддържа подобни ценови точки като Ейч Би О Макс, поддръжка за видео с 4K резолюция и Долби Атмос става изключителен за новото ниво „Ултимейт“, а планът без реклами също е намален от четири едновременни потока на два. В допълнение към всички заглавия на Уорнър Брос Пикчърс от 2023 г. нататък, УБД планира да предлага още библиотечни филми и телевизионни сериали, налични на Макс в 4K резолюция.
Перет обяснява, че брандирането на Ейч Би О е премахнато от името на услугата, така че да може да бъде свързано с оригиналното си програмиране като водеща марка на Макс, вместо да се налага да се свързва само Ейч Би О. Логото на Макс е проектирано от британската агенция ДиксънБакси и включва елементи както от логото на Ейч Би О, така и на Уорнър Брос, включително „a“ с централна точка, наподобяващо „O“ с централна точка от логото на Ейч Би О и буквите „м“ и „екс“, съдържащи криви, базирани на щита от дългогодишното лого на Уорнър Брос. Услугата също променя корпоративния си цвят от лилав на син, в знак на почит към исторически използваните сини лога на Уорнър Брос.

### Връщане към HBO Max
През февруари 2025 г. Макс стартира ребрандиране като част от старта си в Австралия, променяйки корпоративните си цветове от сини на монохромни; медиите отбелязат, че този дизайн (който използва сребърни или черни лога) наподобява по-близко до брандирането на самия Ейч Би О. Ребрандирането е пуснато в световен мащаб на 30 март 2025 г.
На 14 май 2025 г., по време на първоначалните си известия, Уорнър Брос Дискавъри обявява планове за глобално преименуване на услугата обратно на Ейч Би О Макс (използвано преди това от 2020 до 2023 г.) по-късно през годината. Заслав обяснява, че „мощният растеж, който наблюдаваме в нашата глобална стрийминг услуга, е изграден около качеството на нашите програми“. Главният изпълнителен директор на Ейч Би О и Макс Контент Кейси Блойс добавя, че марката Ейч Би О „ясно заявява нашето имплицитно обещание да предоставяме съдържание, което е разпознато като уникално и която винаги сме споменавали като Ейч Би О, си струва да се плати за него“. На 10 юни 2025 г. е обявено, че услугата ще разшири глобалното си внедряване до 12 страни в Източна Европа и Централна Азия, използвайки марката Ейч Би О Макс, където ще стартира на 1 юли 2025 г.

## Програми

### Макс Ориджинълс
Оригиналните продукции са под бранда Макс Ориджинълс.

## Стартиране
| Дата             | Държава/Регион                 | Изт.   |
| ---------------- | ------------------------------ | ------ |
| 23 май 2023      | САЩ                            | [ 45 ] |
| Есента на 2023   | Латинска Америка               | [ 46 ] |
| Началото на 2024 | Западна Европа                 | [ 46 ] |
| Началото на 2024 | Северна Европа                 | [ 46 ] |
| Средата на 2024  | Азиатско-Тихоокеански          | [ 46 ] |
| Есента на 2024   | Централна и Източна Европа     | [ 46 ] |
| Есента на 2024   | Океания                        | [ 46 ] |
| Есента на 2024   | Близкия Изток и Северна Африка | [ 46 ] |